# Chiarella
Chiarella is een geslacht van neteldieren uit de  familie van de Bougainvilliidae.

## Soorten
- Chiarella centripetalis Maas, 1897
- Chiarella jaschnowi (Naumov, 1956)